# Free Fire (videojuego)
Garena Free Fire, también conocido anteriormente como Free Fire Battlegrounds o simplemente Free Fire, es un shooter multijugador con enfoque en el battle royale, pero ha evolucionado para ser una plataforma de juegos múltiples dentro de ese universo de disparos. Fue lanzado en 2017, desarrollado por 111Dots Studio y publicado por Garena para Android e iOS. Se convirtió en el juego móvil más descargado a nivel global en 2019. Debido a su popularidad, el juego recibió el premio al «mejor juego de votación popular» por parte de Google Play Store en 2019. En mayo de 2020, Free Fire ha establecido un récord con más de 80 millones de usuarios activos diarios en todo el mundo. A fecha de noviembre de 2019, Free Fire había recaudado más de mil millones de dólares en todo el mundo. A partir de 2021, Free Fire había superado los 150 millones de usuarios activos diarios.
Free Fire Max, una versión mejorada de Free Fire, se lanzó a nivel mundial el 28 de septiembre de 2021.

## Jugabilidad
Garena Free Fire es un juego de acción y aventura de tipo battle royale que se juega únicamente en tercera persona.
El juego consiste en que hasta (según el juego; en realidad hasta 52) 50 jugadores caen desde un paracaídas en una isla o diversos lugares en busca de armas y equipamiento para eliminar a los demás jugadores.
Cuando los jugadores se unen a una partida, entran en un avión que sobrevuela cada isla o lugar. Los jugadores pueden saltar donde quieran, lo que les permite elegir un lugar estratégico para aterrizar lejos de los enemigos. Después de aterrizar, los jugadores deben ir en busca de armas y objetos útiles. El equipo médico, las armas como rifles de asalto, medianas y grandes, las granadas y objetos arrojadizos destacados se pueden encontrar por toda la isla. El objetivo final de los jugadores es sobrevivir en la isla con un máximo de 50-52 jugadores en línea; para ello es necesario eliminar a todos los adversarios que los jugadores encuentren por el camino y asegurarse de ser el único superviviente que quede. La zona segura disponible en el mapa del juego disminuye de tamaño con el tiempo, dirigiendo a los jugadores supervivientes a zonas más estrechas para forzar los encuentros. El último jugador o equipo en pie gana la ronda.  
El juego ha sido evolucionando con el pasar del tiempo. Desde nuevos objetos —como granadas verdes que hacen daño crítico a las paredes Gloo— hasta nuevos mapas, como Solara. El juego tiene muchísimas armas que, una vez añadidas, jamás son eliminadas del juego, al menos son debilitadas o en ciertos modos dejan de estar disponibles. Algunas de las armas más populares son:
1. Woodpecker: Rifle de tirador popular principalmente por su alta precisión y gran daño a la cabeza.
2. MP40: Subfusil destacado por su velocidad de disparo.
3. Scar: Fusil principalmente conocido por su alta velocidad de disparo.
4. M1887: Escopeta de dos tiros con un alto daño por bala, aunque con un alcance corto.
5. UMP: Subfusil popular por su alcance, cargador y por ser una arma que no disminuye la velocidad al tenerla en mano.
6. M1014: Escopeta popular por su alto daño por disparo.

Hace algunas años, algunas de las armas más populares eran:
1. Groza: Fusil de asalto con un gran cargador y daño.
2. FAMAS: Fusil de asalto semiautomático popular por su cargador y daño.
3. M79: Lanzagranadas con un daño muy fuerte.

Sin embargo, es importante destacar que la lista puede cambiar, ya que el juego recibe actualizaciones frecuentemente.    
Hasta el 22 de marzo de 2025, el arma más reciente añadida al juego es la escopeta M590. Esta escopeta de un solo tiro se destacada por su alto daño y velocidad de recarga. Al impactar un disparo, libera una pequeña bomba que inflige un daño adicional de 20 puntos de vida (PV) sin chaleco.

## Mecánicas
Free Fire es un battle royale con diversas mecánicas. La mecánica más popular del juego son las habilidades de personajes. Las habilidades de personajes son efectos que otorgan ventaja al jugador y/o a sus compañeros de equipo. En Free Fire, puedes llevar hasta cuatro habilidades (tres pasivas y una activa) y se clasifican por:
- Pasivas: este tipo de habilidades no necesitan ser activadas por el jugador; se activan bajo cierta condición o simplemente siempre están activas. Son más débiles que las activas y algunas tienen enfriamiento.
- Activas: este tipo de habilidades necesitan ser activadas manualmente por el portador. Suelen tener un efecto más fuerte que las pasivas y todas tienen enfriamiento.

Las habilidades activas son:
Alok (DJ. Alok): crea un aura de 5m que aumenta la velocidad de movimiento en 15% y restaura 5PV por s durante 10s. Mientras tanto, deja caer notas musicales cada 2s, que pueden ser recogidas por los compañeros de equipo y otorgan el mismo efecto que el aura. Enfriamiento: 45s.
Kassie: electroterapia (sin enfriamiento): Usa la habilidad una vez para formar un vinculo curativo con el compañero objetivo y restaurar 3 PV por s para ti y para el objetivo (no acumulable). Alcance máximo del vínculo: 30m. El vínculo se romperá automáticamente al exceder el límite del alcance y también podrá cancelarse manualmente. Electrocuración: Vuelve a usar la habilidad para restaurar instantáneamente 120 PV al objetivo. (La habilidad se activará automáticamente cuando los PV del objetivo sean menores a 50. La curación será equivalente al 80% de esa cantidad cuando se utilice manualmente). Enfriamiento: 45s.
K: PE máximo aumenta a 50. Modo Jiu-jitsu: Los aliados dentro de 15m obtienen un 600% de aumento en el porcentaje de conversión de PE. Modo Psicología: Recupera 3 PE cada 1s, hasta 250 PE. Enfriamiento de cambio de modo: 6s.
A124: libera una onda electromagnética de 8m que inhabilita la activación de habilidades de los enemigos, inflige 25 de daño e interrumpe la cuenta regresiva de su habilidad y acción (por ejemplo, curarse). Duración del efecto: 20s. Enfriamiento: 75 s.
Koda: activa la Energia Aurora durante 10s. Aumenta la velocidad de movimiento en 15% y revela a los enemigos a cubierto en un radio de 50m cada 1s (no detecta a los que están agachados o boca abajo). Enfriamiento: 45s. Al saltar en paracaídas, resalta la posición de los enemigos dentro del campo de visión, pero el efecto no se comparte con los compañeros de equipo.
Ryden: libera una araña explosiva destruible en la dirección objetivo. Dura 60s. Vuelve a tocar el botón de la habilidad en hasta 10s para detener el movimiento de la araña. La araña atrapará al primer enemigo que vea en 5m, reducirá su velocidad en 80% y le quitará 10 PV por s. El efecto de la habilidad durará 4s. Enfriamiento: 60s. Se pueden almacenar hasta 2 cargas de la habilidad, con un enfriamiento de 10s entre cada uso.
Chrono (Cristiano Ronaldo): crea un campo de fuerza impenetrable que bloquea 800 de daño. No permite atacar a enemigos fuera del campo desde dentro. Duración de todos los efectos 8s. Enfriamiento 75s.
Skyler: desata una onda sónica hacia el frente por hasta 100m. Al chocar contra un obstáculo, la onda explotará e infligirá 500 de daño por s a las Paredes Gloo en un radio de 4m. Dura 65. Enfriamiento: 45a. Se pueden almacenar hasta 2 cargas de la habilidad. Se podrá utilizar el apuntado automático a las Paredes Gloo hasta a una distancia de 5m.
Dimitri (Dimitri): crea una zona de curación de 3.5m de radio. En el interior, el usuario y los aliados recuperan 10 PV/s. La ayuda se activará automáticamente cuando sea necesario. La zona dura 6s. Los efectos de ayudar a los compañeros de equipo se pueden mejorar con otras habilidades. Enfriamiento: 90s.
Wukong: se transforma en un arbusto que dura 15s. Enfriamiento: 90s. La transformación termina cuando Wukong ataca. Se restablece cuando Wukong derriba a un enemigo o termina el enfriamiento.
Steffie: crea un área de 4m en donde los objetos lanzables no son válidos. Los aliados en el área restaurarán la durabilidad de la armadura 10% cada segundo y el daño de munición se reducirá 20%. Duración: 15s. Los efectos no se acumulan. Enfriamiento: 60s.
Clu: localiza la posición de enemigos que no estén agachados o boca abajo dentro de un área de 80m. Duración 10s. La posición de los enemigos se comparte con los compañeros de equipo. Enfriamiento: 45s.
Santino: crea un maniquí de 200 PV que se desplaza de forma autónoma durante 25s. Cuando el maniquí esté a 60m, vuelve a utilizar la habilidad para cambiar de posición con él. Solo puedes cambiar una vez dentro de 3s y hasta en 2 ocasiones en total. El jugador que destruya al maniquí quedará marcado durante 5s. Enfriamiento: 60s.
Oscar: embiste en la dirección objetivo a 3m/s y causa 25 de daño a los enemigos a su paso y les aplica retroceso, también destruye las primeras 2 Paredes Gloo que encuentre en su camino. Enfriamiento: 60s.
Ignis: despliega un muro ígneo de 10m de ancho que dura 10s y avanza a 6m/s hasta por 5s. Mientras está activo, usa la habilidad de nuevo para detener el muro. Los enemigos (o Paredes Gloo) que entren en contacto con él recibirán instantáneamente 25 (o 400) de daño, y luego recibirán 5 (o 100) de daño por segundo. Dura 2s.Esta habilidad se puede acumular hasta por 2 usos. Enfriamiento: 60s.
Tatsuya: Avanza a gran velocidad durante 0.3s. Enfriamiento: 120s. Al derribar a un enemigo, el enfriamiento se restablece.   
Orion: sustituye PE por 300 de Energía Carmesi. Consume 200 Energia Carmesi para activar su protección, durante la cual no podrás recibir daño ni atacar a enemigos, y absorberás 10 PV (se ignorarán los puntos de escudo enemigos) de los enemigos en un radio de 5 m. Dura 3s, durante los cuales tu velocidad de movimiento disminuirá un 10%. Enfriamiento: 3s.
Iris: dentro de los 15s después de activar la habilidad, el usuario de la habilidad puede disparar con éxito a una pared Gloo para marcar a los enemigos a 7m de ella y penetrar la pared Gloo para causar daño a dichos enemigos (el daño infligido será menor). Efectivo en un máximo de 5 paredes Gloo. Enfriamiento: 60s.
Xayne: entra en el estado Extremo y obtén instantáneamente 50 Puntos de Escudo temporales durante 12s, durante los cuales cada derribo de enemigos añadirá 50 Puntos de escudo temporales y restablecerá la duración del estado. Una vez finalizado este estado, se eliminarán todos los Puntos de escudo obtenidos durante este proceso. Enfriamiento: 75s.
Kenta: forma un escudo de 5m de ancho que reduce 60% del daño del arma proveniente del frente. Al disparar, la reducción de daño se reduce 20%. Duración: 5s. Enfriamiento: 70s.
Homero: Lanza un dron hacia el enemigo más cercano dentro de una distancia frontal de 100m, creando una explosión de pulso de 5m de diámetro que reduce en 40% la velocidad de movimiento y en 40% la velocidad de disparo. Duración: 5s. Inflige 25 de daño. Enfriamiento: 60s.
Habilidades pasivas: 

J. Biebs (Justin Bieber): el usuario y los aliados dentro de 15m pueden bloquear 8% de daño usando EP. En este caso, la cantidad de PE  deducida de los aliados se agregará al PE del propietario. 
Shirou: al recibir el mínimo daño a 100m, dicho atacante quedará marcado por 10 s. La información se comparte con compañeros de equipo. Usos: 4. 
Wolfrahh: cada eliminación agrega un espectador y el número de espectadores no se disminuirá. Con cada espectador adicional, el daño recibido por disparos a la cabeza se reduce en 4% (max. 12%) y el daño a los enemigos por disparos a la cabeza aumenta en 10% (max. 30%). Nota: no hay necesidad estricta de eliminar enemigos para que los espectadores hagan activar los efectos proporcionales, es decir, cualquier espectador será válido. 
Jota: al usar armas, golpear a un enemigo recupera algo de PV. Al derribar a un enemigo, recuperas un 20% de tu PV.
Hayato: por cada 10% de pérdida máxima de PV, obtienes 3.5% de penetración de armadura y 2.5% de reducción de daño frontal.
Moco: marca a los enemigos que les dispares durante 4s. La información se comparte con aliados. Las marcas de los enemigos duran más cuando los enemigos se mueven, hasta 5.5s.
Maxim: come hongos, repara chalecos y usa botiquines 25% más rápido. 
Kelly: velocidad al correr aumentada en 6%. Después de correr por 4s, el primer disparo al enemigo inflige 106% de daño. Duración: 5s.
Lila: al disparar a enemigos o vehículos con rifles, reduce la velocidad de movimiento de los enemigos en 10% y/o la aceleración de los vehículos en 50% durante 3s. Si el enemigo es derribado mientras está con el efecto, quedará congelado durante un máximo de 3s, obtendrás 2 paredes Gloo y la habilidad entrará en un enfriamiento de 10s.
Kairos: modo Defensivo: Recupera automáticamente 2 PE por s hasta que estén llenos. Modo Asalto: Se activa cuando los PE estén llenos y cuando el usuario de la habilidad ataque a un enemigo con escudo o armadura. Mientras dure, se consumen 5 PE por s. Cada ataque a enemigos con escudo o armadura reducirá también sus Puntos de Escudo o la durabilidad de su armadura reducirá también sus puntos de escudo o la durabilidad de la armadura en un 120% del daño infringido. Cuando los EP lleguen a 0, regresará al Modo Defensivo.
Suzy: las marcas de tus enemigos tienen valor de recompensa. Cualquiera del equipo aliado que eliminé a un enemigo marcado ganará 200 de dinero. Ganarás 100 extras por eliminar a un enemigo. Recibe 100 monedas FF extra de las máquinas de monedas en las partidas BR.
Sonia: tras recibir daño mortal, entra en estado de invulnerabilidad y queda inmóvil por 0.4s. Después, obtienes un escudo de 50 puntos que dura 2s. El usuario de la habilidad será eliminado al terminar el proceso o al perder los Puntos de Escudo. En battle Royale la habilidad al activarse no podrá activar las habilidades activas. Enfriamiento: 180s. 
Luna: Aumenta 8% la velocidad de disparo. Si el propietario acierta 15 balas al mismo enemigo, obtiene 10% de velocidad de movimiento.
Nairi: En 2s tras desplegar paredes Gloo, restaura 160 de durabilidad por s a las paredes Gloo y restaura 10 PV/s a ti y a los compañeros en un radio de 5m. El efecto curativo no se acumula al desplegar múltiples paredes Gloo al instante. 
Otho: Después de derribar a un enemigo, marca dentro de 20m a los compañeros del enemigo derribado y reduce en 25% su velocidad de movimiento. Dura 4s. Cuando el propietario es derribado, el mismo efecto es aplicado. 
Leon: 4s después de haber sido atacado, recupera 4PV/s durante 15s. El efecto es interrumpido si el propietario recibe daño. 
Thiva (Like Mike): la velocidad para reanimar aumenta en 70%. Enfriamiento: 90s. El compañero reanimado recupera 60 de PV en 3s. 
Di-Bee: Al disparar mientras te mueves, la velocidad de movimiento aumenta en un 50% y la precisión en un 60%.
Maro: El daño aumenta con la distancia, hasta un 25%. El daño a los enemigos marcados aumenta en un 5%. 
Dasha: Después de derribar a un enemigo, entra en el Modo Destacado, que aumenta 18% la velocidad de disparo y 12% la velocidad de movimiento, pero luego decae rápidamente. Duración: 6s. Durante el Modo Destacado, derribar enemigos consecutivamente reinicia la cuenta regresiva y aumenta 4% más la velocidad de disparo y 3% la velocidad de movimiento. 
Luqueta: Cada eliminación agrega 15 (máx. 45) Puntos de Escudo permanentes. Los Puntos de Escudo se regeneran solos. Se pierde el efecto al morir o al cambiar de ronda.
Kapella: Cura a los compañeros de equipo con munición por un 20% del daño original. Al usar pistola curativa, los efectos aumentan en un 20%. 
Alvaro: El daño del arma explosiva aumenta en 20% y el rango en un 10%. 1s antes de detonar, la granada produce 3 granadas, que pueden causar 20% del daño original. 
Notora: Al manejar, recupera 5PV cada 2s para todos los pasajeros del vehículo. Máximo 200 PV. 
Joseph: Hazte inmune a efectos disruptivos (ej. ralentizacion, silencio de habilidades y/o marcación) y obtén un potenciador de velocidad de movimiento del 10% por 5s al activarse. Enfriamiento: 20s. 
Shani: Al usar la habilidad activa, proporciona 30 Puntos de Escudo al aliado y a sus compañeros hasta 10m. Los Puntos de Escudo disminuyen después de 5s, tras los cuales los jugadores pueden obtener los efectos de nuevo. Enfriamiento: 10s.
Rafael: Al usar rifles de francotirador y tirador, el sonido de los disparos se silencia y los disparos exitosos mortales pueden hacer que los enemigos sangren 85% más rápido. 
Laura: Aumenta en 50% la precisión al usar la mira.
Antonio: Obten 20 puntos de escudos permanentes. Recupera los puntos de escudo tras dejar de recibir daño. 
Caroline: Al usar escopetas, la velocidad de movimiento aumenta un 16%. 
Miguel: Recupera 200 de EP por el derribo de un enemigo.
Misha: La velocidad al manejar aumenta en 10%. Mientras el usuario esté en el vehículo, es más difícil apuntarle y el daño recibido disminuye en 20%.
Nikita: La velocidad de recarga aumenta en 30%. Los disparos exitosos pueden causar un efecto de deducción de efecto curativo del 50%, que dura 5s. No se puede acumular. 
Ford: Al recibir el mínimo daño, ganas 10 PV/s durante 4s. Después de activar una habilidad activa, el enfriamiento es ignorado y la habilidad vuelve a estar activa . Enfriamiento: 20s
Andrew: La pérdida de la durabilidad de la armadura disminuye en 40%. Reducción de daño de armadura aumentada en 4%. 1% adicional por cada compañero que esté a 15m. 
Olivia: Aumenta los efectos curativos en 30% y propaga el 80% de la cantidad original a un solo compañero de equipo en un radio de 15m.
Paloma: Al destruir una pared Gloo, el usuario de la habilidad aumenta su precisión por 10 segundos.
Otras mecánicas:
- Monedas FF: Las monedas FF son unas fichas en Free Fire que permiten comprar recursos en las tiendas de juego (máquinas expendedoras), así como adquirir efectos especiales de eventos, revivir compañeros de equipo y comprar recursos en cajas de suministro. Dichas monedas pueden ser recogidas en el piso, adquiridas en máquinas de monedas (200 monedas) o dadas en cajas de suministro.
- Sistema de revivir compañeros: En el modo battle royale, puedes revivir a tus compañeros de equipo de las siguientes maneras:

Tiendas:
Puedes revivir a tus compañeros durante los primeros 2 minutos de la partida usando:
Tarjeta de Resurrección (400 monedas FF): Reviven con equipamiento básico (arma G-18 y armadura nivel 1).
También puedes revivirlos en cualquier momento usando:
Tarjeta de Superresurrección (600 monedas FF): Reviven con equipamiento estándar (UMP, Bizon o P90 y armadura nivel 2).
Áreas de Retorno (corazones):
Son zonas especiales donde puedes revivir a tus compañeros simplemente estando dentro.
El área dura 45 segundos y se activa una luz que puede alertar a los enemigos cercanos de que estás reviviendo.
Tarjetas Doradas: también llamado desafío del lobo solitaria 
Solo disponibles si eres el último jugador vivo de tu equipo.
Al usarla:
Revives a tus compañeros con equipamiento estándar.
Ganas 200 monedas FF al revivir a los compañeros. 
Estarás marcado (junto con el proceso, es decir, el tiempo) en el mapa para todos los enemigos durante el proceso.
La Tarjeta Dorada dura 3 minutos.

## eSport
El eSport de Free Fire es una disciplina competitiva de alto nivel.
Estructura del eSport de Free Fire
En los eSports de Free Fire, los equipos se enfrentan en diferentes competiciones a lo largo del año, y el formato de torneo generalmente sigue las siguientes etapas:
1. Clasificación Regional: Los equipos deben pasar por una serie de rondas clasificatorias en su región, que puede ser Latinoamérica, Asia, Europa, etc.
2. Fase de Grupos: Los equipos clasificados se agrupan para competir en una liga o en un formato de eliminación directa.
3. Final Internacional: Los mejores equipos de cada región se enfrentan en torneos globales donde se definen los campeones del mundo de Free Fire.
Torneos Importantes
Free Fire World Series (FFWS): Es uno de los torneos más prestigiosos a nivel global. Equipos de diferentes partes del mundo compiten por el título de campeones.
Copa FF: Un torneo de gran relevancia en Latinoamérica, con una gran cobertura mediática y premios importantes.
Pro League: Cada región también tiene su propia liga profesional, donde los equipos se enfrentan por la supremacía local.
Equipos y Jugadores Profesionales
Muchos jugadores se convierten en figuras destacadas dentro de la comunidad de Free Fire, y algunos jugadores profesionales como BRU.Wassana, FX.Bops, entre otros, tienen seguidores y mucha rivalidad en los torneos
El Free Fire eSports ha crecido enormemente, no solo en número de jugadores, sino también en el apoyo de marcas, patrocinadores y en la creación de ligas profesionales alrededor del juego.

## Número de descargas e ingresos
Garena Free Fire es uno de los videojuegos móviles de battle royale más populares del mundo. Free Fire fue el segundo juego más descargado en Google Play Store en el cuarto trimestre de 2018, y fue el cuarto juego más descargado en el mundo en 2018 en la App Store y en Google Play Store juntos. El título obtuvo aproximadamente 182 millones de descargas en 2018, convirtiéndose en el segundo juego de battle royale móvil más descargado (por encima de Fortnite y detrás de PUBG Mobile), y recaudó aproximadamente 19,3 millones de dólares en ingresos mensuales hasta diciembre de 2018, convirtiéndose en un éxito financiero significativo para Garena.
En 2020, el juego tenía más de mil millones de descargas en Google Play Store.

## Controversias
En enero de 2022, la desarrolladora del videojuego PUBG, Krafton, presentó una demanda contra Garena y su empresa matriz Sea td por infracción de derechos de autor. La demanda acusa a Garena de copiar elementos del juego, mecánicas de juego y la apariencia general de PUBG: Battlegrounds y PUBG Mobile en sus juegos Garena Free Fire y Garena Free Fire Max. Según la empresa Krafton, «Free Fire y Free Fire Max copiaron ampliamente varios aspectos de Battlegrounds, tanto individualmente como en combinación, incluida la función única de 'caída aérea' de apertura del juego con derechos de autor, La estructura del juego, y el juego, la combinación y selección de armas, armaduras y objetos únicos, ubicaciones y la elección general de esquemas de color, materiales y texturas».
El 14 de febrero de 2022, el Ministerio de Electrónica y Tecnología de la Información del Gobierno de la India prohibió Garena Free Fire junto con otras 53 aplicaciones que amenazan la privacidad y la seguridad de la India en virtud de la Sección 69A de la Ley de Tecnología de la Información de 2000, de la Constitución de la India.

## Recepción
Se describió que los gráficos tienen «un beneficio para los teléfonos de especificación media y baja», pero un crítico afirmó que «si lo tuyo son los juegos con buenos gráficos, no te recomendamos que juegues a Free Fire Battlegrounds». 
Tais Carvalho de TechTudo comentó que Free Fire «prioriza el rendimiento, por lo que es una excelente opción para cualquier tipo de dispositivo. La jugabilidad se destaca y tiene suficiente contenido para entretener y ofrecer combates gratificantes». Con respecto a la progresión de los personajes y las habilidades, dijo que es «un complemento llamativo».
En la lista anual de Google Play de «Mejores Aplicaciones del Año», Free Fire ganó en la categoría «Mejor Juego de Votación Popular» de 2019, siendo la más votada públicamente en Brasil y Tailandia.
Garena Free Fire es uno de los juegos móviles de battle royale más populares, detrás de PUBG Mobile, Fortnite: Battle Royale y Call of Duty: Mobile. Free Fire fue el cuarto juego más descargado en Google Play Store en el cuarto trimestre de 2018, y fue el cuarto juego más descargado en todo el mundo en 2018 en iOS y Google Play Store juntos. El título obtuvo aproximadamente 182 millones de descargas en 2018, lo que lo convierte en el segundo juego móvil battle royale más descargado (por encima de Fortnite: Battle Royale y solo detrás de PUBG Mobile), y recaudó aproximadamente $19.3 millones en ingresos mensuales hasta diciembre de 2018, convirtiéndose en un importante éxito financiero de Garena.
En 2025, el juego sigue siendo popular, principalmente en México, Brasil, India y Tailandia. Es un gran llamativo para youtubers, con TheDonato como líder con más de 42 millones de suscriptores. 

## Colaboraciones
La colaboración con franquicias populares es una importante estrategia de marketing utilizada para promocionar el juego. Desde su lanzamiento, Free Fire ha colaborado con videojuegos populares, celebridades, programas de televisión, películas, animes, y recientemente con hasta plataformas (como Duolingo).Free Fire tiene dos tipos de colaboraciones que son globales y regionales. A diferencia de las colaboraciones globales, las colaboraciones regionales solo están disponibles para jugadores de regiones y/o países específicos. Por ejemplo, en Brasil, Free Fire tuvo colaboraciones con Pringles y Trident, que solo estuvieron disponibles para la región de Brasil. En el año 2022, Free Fire colaboró con el cantante Justin Bieber y debutó con su canción «Beautiful Love» en Free Fire.
| Colaboración                          | Año  | Ref    |
| ------------------------------------- | ---- | ------ |
| Alok                                  | 2019 | [ 33 ] |
| Ragnarok Online                       | 2020 | [ 34 ] |
| KSHMR                                 | 2020 | [ 34 ] |
| Cristiano Ronaldo                     | 2020 | [ 35 ] |
| One Punch Man                         | 2021 | [ 36 ] |
| Ataque de los Titanes                 | 2021 | [ 37 ] |
| Street Fighter V                      | 2021 | [ 38 ] |
| McLaren                               | 2021 | [ 39 ] |
| Venom: Let There Be Carnage           | 2021 | [ 40 ] |
| Dimitri Vegas & Like Mike             | 2021 | [ 41 ] |
| La casa de papel                      | 2021 | [ 42 ] |
| Assassin's Creed                      | 2022 | [ 43 ] |
| BTS                                   | 2022 | [ 44 ] |
| Justin Bieber                         | 2022 | [ 45 ] |
| Devil May Cry 5                       | 2023 | [ 46 ] |
| Spider-Man: A través del Spider-Verso | 2023 | [ 47 ] |
| Demon Slayer: Kimetsu no Yaiba        | 2023 | [ 48 ] |
| Blue Lock                             | 2024 | [ 49 ] |
| Naruto Shippuden                      | 2025 | [ 49 ] |

## Adaptación al anime
El 13 de mayo de 2024 se anunció una adaptación al anime coproducida por Kadokawa y Garena.